# Grisoumètre
Le Grisoumètre est un appareil servant à mesurer le taux de grisou dans une mine. Il s'agit le plus souvent d'un instrument permettant de mesurer la teneur en grisou dans l'air ambiant, estimée principalement selon la hauteur d'une flamme.

## Histoire
Face au danger causé par le grisou dans les bassins houillers, la Lampe de mineur doit assez vite s'adapter en une série de déclinaisons de lampes de sûreté. Sa première version connue est apparue vers 1815, mise au point la même année par Humphry Davy d’une part, et  d’une autre par George Stephenson, l’inventeur de la locomotive qui était alors ouvrier dans une mine de Newcastle dans le Nord de l'Angleterre. Ils inventent la "Lampe Davy".

### La lampe Davy
Ils imaginent d’envelopper la flamme de la lampe à huile d’un tamis métallique à mailles très serrées qui disperse la chaleur de la flamme par conductibilité, si bien qu’en aucun point, la température d’inflammation du grisou n’est atteinte. Le grillage ainsi empêche la propagation d’une flamme de l’intérieur vers l’extérieur de la lampe.
Peu à peu, la Lampe Davy fut perfectionnée de façon à devenir plus éclairante  : double grillage, réflecteur, lentilles. En cas de présence de grisou, la flamme se contentait de grandir, signal d’alerte. Mais ne donnant aucun renseignement sur l’atmosphère extérieure dont elle est isolée, elle ne permet pas de mesurer précisément le grisou, juste de s'y adapter. Tout au long du XIXe siècle, les lampes de sûreté évoluent, avec une cage de verre munie de barreaux offrant un meilleur rendement lumineux, la « lampe Clanny ». La lampe Mueseler, mieux ventilée lui succède "dans le pays de Liège", puis est "soumise à des essais dans les mines de houille des départements de la Loire et du Gard". Marsaut lui adjoint une cuirasse rivetée en 1871, avec un écran métallique protégeant des chocs et empêchant les courants d'air d'amener la flamme jusqu'à la grille. Après des essais à l'École des mines de Saint-Étienne, en 1881 une version améliorée de la Lampe Davy sera créée mais conduit à une augmentation des accidents, en encourageant l'exploitation de galeries qui avaient été fermés pour des raisons de sécurité.
Entre-temps, les inventeurs recherchent surtout un appareil permettant  de mesurer le grisou. Dès 1811, la Société d'Encouragement pour l'Agriculture et l'Industrie du département de Jemmapes organise un concours pour découvrir « la nature et la composition » du « grisou » les « moyens de préserver des funestes effets de ce feu ou vapeur, les ouvriers houilleurs ». Les six mémoires reçus prouvent que la première est parfaitement résolue mais pas la seconde. 

### Le gazoscope
En 1841, M. Chuard, professeur de physique parisien, désigne sous le nom de gazoscope un appareil qu'il a inventé, destiné à prévenir les explosions du gaz hydrogène carboné comme le grisou, ainsi que les explosions et l'asphyxie résultant d'une fuite de gaz à éclairage (hydrogène deuto-carboné), dans les appartements. Le 21 septembre 1842, il reçoit un certificat de sa demande d'un brevet d'addition et de perfectionnement à son brevet d'invention, en date du 5 avril 1842. Il le présente ensuite à l'Académie des sciences. En 1843, son gazoscope est exposé dans les salles de la Société d'encouragement pour l'industrie nationale. Le 17 janvier 1848, il adresse à nouveau un pli cacheté à l'Académie des sciences, qui contient cinq plans, représentant deux nouvelles lampes de sûreté construites pour les ouvriers des mines de houille. La même année, à la Compagnie des mines de Douchy, tente de substituer à l'huile ordinaire dans les lampes de sûreté un liquide appelé alcool térébenthiné, liquide qui a l'avantage de produire très peu de fumée, tandis que dans les environs de Saint-Étienne est testé le gazéoscope, pour prévenir les explosions et les asphyxies. Les compagnies répondent cependant que "la fragilité de cet instrument, son instabilité et la difficulté d'obtenir des inductions certaines, jointe à celle de le réparer, mettant obstacle à son emploi dans les mines, en l'état des dispositions adoptées pour sa construction".
En 1852, le même Chuard, toujours professeur à Paris, demande à prendre part au concours sur les explosions dans les mines, en présentant deux appareils de sûreté de son invention mais il lui est répondu que ce concours est fermé depuis longtemps.
Le dépôt de brevet d'un « Système pour empêcher l'explosion du grisou dans les mines » est à nouveau noté en 1855, mais le grisou reste géré très empiriquement. Ainsi en 1882, l'Ingénieur civil des mines François Mathet (1823-1908) explique qu'en Belgique, dans le Bassin minier de Ronchamp et Champagney, il est « recommandé aux exploitants (...) de faire allumer le grisou amassé au faîte des galeries, par un ouvrier appelé Pénitent, qui se trainait en rampant et recouvert de linges mouillés et tenait sa flamme en hauteur, au bout d'une perche,.
Le bassin minier de Saint-Étienne est particulièrement affligé par les catastrophes successives du Puits Jabin (1871, 72 victimes, et 1876, 186 victimes), de Châtelus (1887, 79 victimes), de Verpilleux (1889, 207 victimes), du Puits Neuf (1889, 25 victimes) et de Villebœuf (1890, 112 victimes), soit 681 victimes en vingt ans, toutes dues au grisou.Henry Kuss, ingénieur des Mines détaché par l'administration impose alors aux exploitants une série de mesures préventives et les accidents de grisou se font plus rares et moins meurtriers. »

### Le grisoumètre de Chesneau
Gabriel Chesneau, connu pour ses recherches sur le grisou, fut chargé en 1887 d'une mission spéciale sur l'organisation d'études systématiques sur les mouvements du sol à l'origine de dégagements de grisou. Il est alors depuis 1883 chargé du sous-arrondissement minéralogique de Valenciennes, et depuis 1885 affecté au contrôle des chemins de fer du Nord, et du sous-arrondissement d'Arras, avant d'aller enseigner à l'École des Mines de Paris, dès 1888. À partir de 1887, son "grisoumètre" fonctionne régulièrement à la fosse Hérin de la Compagnie des mines d'Anzin. En 1894, l'almanach Hachette, relate "l'introduction dans plusieurs mines du Nord des lampes grisoumétriques de M. Chesneau" et en 1897, dans son "Cours d'exploitation" des mines, Julian Napoleon Haton de la Goupillière, constate que des lampes grisoumétriques portatives ont l'avantage de permettre de temps à autre la vérification des dosages effectués dans le recours à l'huile et sont usités dans un certain nombre d'exploitations françaises, concurremment avec la lampe Chesneau. Des perfectionnements sont apportés, car les "Annales des Mines" écrivent que Gabriel Chesneau a inventé la lampe grisoumétrique qui porte son nom, en 1903. Parallèlement, de 1890 à 1900, l’antique lampe à huile fut supplantée par la lampe à essence, puis après 1910, et surtout après la guerre, celle-ci fut à son tour remplacée par la lampe électrique à accumulateur.
Dans les années 50, le Centre d'Études et de Recherches des Charbonnages de France (CERCHAR) a étudié un capteur catalytique, à filaments de platine pour équiper les grisoumètres de ses houillères. Sa fabrication a été confiée à la "Compagnie Auxiliaire des Mines". Pendant 30 ans, de la première "tête" grisoumétrique de la centrale CTT63/40 jusqu'au dernier grisoumètre multifonction GTM90C, les différentes familles de grisoumètres ont vu leurs performances s'améliorer, sans qu'aucune modification n'ait été apportée au capteur, mais uniquement par la mise en œuvre de techniques de transduction de plus en plus élaborées. C'est seulement en 1994 qu'un nouveau capteur, utilisant le même filament, sera proposé pour améliorer les caractéristiques de réponse rapide du GTM90C. L'augmentation considérable de la durée de vie, en termes de nombre de sollicitations du filament, obtenue avec la dernière technique, permet aujourd'hui d'effectuer la surveillance quasi-continue du grisou.